# Lindsey Morgan
Lindsey Marie Morgan (Houston, 27 februari 1990) is een Amerikaans actrice. Ze is het meest bekend met haar rol als monteur uit de serie The 100.

## Privéleven
Morgan is half Mexicaans en half Iers en heeft een oudere broer, een halfzus en vijf stiefbroers en -zussen.

## Filmografie
- Library of Congress Control Number: no2016096075
- Virtual International Authority File: 40147121813026392725
- WorldCat: E39PBJqW4b9RVgYCRYqBhGjQv3